# Жан Батист Колбер
Жан Батист Колбер (фр. Jean-Baptiste Colbert; Ремс, 26. август 1619 — 6. септембар 1683.) је био француски политичар, министар финансија (1665-1683) у служби краља Луја XIV. Оснивач је Француске источноиндијске компаније.

## Биографија
Рођен је 26. августа 1619. године у Ремсу у Француској. Тамо су његов отац и деда радили као трговци. Студирао је на језуитском колеџу и радио код прашког банкара. Пре двадесете године почео је да ради у ратној канцеларији захваљујући подршци Мишела ле Тељеа, ратног секретара. Колбер је радио као инспектор трупа, да би на крају постао Тељеов секретар. Жил Мазарен предложио је Колбера краљу Лују XIV. Лујево поверење у Колбера расте током Мазареновог боравка у егзилу. Мазарен је умро 1661. године. Колбер је 1665. године постао генерални контролор финансија (министар финансија). Године 1669. постао је државни секретар морнарице, а био је и министар трговине, колонија и палате. Оснивач је Францсуке источноиндијске компаније. На свом положају задржао се до смрти 1683. године. 

## Економска теорија
У 17. веку влада мишљење да држава треба да штити и подстиче мануфактуру и трговину. То се постиже сарадњом између владе и појединаца који добијају привилегије и монополски положај. Подстицање мануфактуре, унапређење пољопривреде и саобраћаја постиже се с циљем повећања државних прихода. Успеси владара Бранденбурга и Русије после Тридесетогодишњег рата најбољи су пример. Најистакнутији представник државног учешћа у привредном животу је Жан-Батист Колбер (1661-1683), француски министар. Спроводи политику да „више новца значи више моћи, величине и богатства државе“. Колбер не постиже жељене резултате. Међутим, његову привредну политику спроводе многе европске земље. Колбер пружа подршку и помоћ индустрији. Ствара предузећа и штити их од домаће и стране конкуренције (пример је фабрика текстила Ван Робе у Абевилу). Покушава да привуче капитал племства и уздиже обичне грађане у редове племства. Надзорници присиљавају раднике да раде боље. Укидају се верски празници и прославе, радионице личе на војне полигоне... Доводе се стручњаци из других земаља за рад у фабрикама. Изграђује се канал Лангедок. Читав процес производње и продаје је под контролом, а роба лошег квалитета се уништава; кривци се кажњавају. Колбер тврди да је обим светске трговине утврђе једном за свагда што значи да се ширење трговине може остварити само на рачун других држава (нпр. Енглеска, Низоземска). Колберов циљ је пораз Низоземске и уништење њене трговачке и финансијске премоћи у Европи. Удвостручују се царине на текстил (1667) и друга мануфактурна добра што доводи до трговачког рата. Царине доводе Француску и у сукоб са Енглеском. Навигациони закон (1651) доводи Енглеску у сукоб са Низоземском. Она забрањује увоз робе преко страних лука у Европу и забрањује увоз страним бродовима. Енглеска се окреће колонијама као извору јефтиних сировина и тржишта за своју робу – Енглески меркантилизам. 